# Підгаєцький Віталій Васильович
Віталій Васильович Підгаєцький (* 1 серпня 1951, с. Тартак, Жмеринський район, Вінницька область — 14 лютого 2004, м. Дніпропетровськ) — український історик, історіограф, джерелознавець, теоретик кліометричних досліджень, україніст. Доктор історичних наук (1993), професор (1995), професор кафедри історіографії та джерелознавства Дніпропетровського національного університету імені Олеся Гончара (1994).

## Біографія
Віталій Васильович Підгаєцький народився 1 серпня 1951 року у с. Тартак Чечельницького району Вінницької області. У 1973 році закінчив історичний факультет Дніпропетровського державного (нині — національного) університету.
1982 року у Московському державному історико-архівному інституті захистив кандидатську дисертацію на тему «Джерела про участь робітничого класу в діяльності міських рад (на матеріалах південно-східних областей України) у 1921—1925 рр.». Докторська дисертація «Соціальна структура населення міст України у роки НЕПу (досвід багатовимірного статистичного аналізу матеріалів переписів 1923 і 1926 рр.)» була захищена у 1993 році в Московському державному університеті імені М. В. Ломоносова..
У 1978—1988 роках працював викладачем, згодом — доцентом кафедри всесвітньої історії історичного факультету ДДУ. З 1988 року — доцент, а з 1995 року — професор кафедри історіографії та джерелознавства. У 1995 році заснував науково-дослідну лабораторію комп'ютерних технологій історичних досліджень, яку очолював до смерті.
Працюючи на історичному факультеті викладав курси «Кількісні методи в історичних дослідженнях», «Теорія джерелознавства», «Історія науки і техніки України». Підготував сім кандидатів історичних наук, двоє з яких (Ю. А. Святець та В. В. Ващенко) згодом стали докторами наук.
В останні роки життя страждав від гіпертонічної хвороби. В серпні 2003 року пережив сильний гіпертонічний криз із артеріальним тиском близько 240.
Помер 13 лютого 2004 року у м. Дніпропетровську внаслідок інсульту. Був похований на Сурсько-Литовському кладовищі.

## Праці
- Основи теорії та методології джерелознавства з історії України ХХ століття: навчальний посібник для історичних ф-тів ун-тів ; Дніпропетровський національний ун-т. — Д. : Видавництво Дніпропетровського ун-ту, 2001. — 392 с.